# Shoalwater Bay Indijanci
Shoalwater Bay (Atsmitl) /Atsmitl je chehalis-ime za Shoalwater Bay. Sami sebe nazivaju Cht'at͡simĭhlch, u značenju People of the Enclosed Bay,/ Pleme salishan ili Chinookan Indijanaca Lower Chehalis, nastanjeno na sjevernom kraju istoimenog zaljeva, Washington. Prema Curtisu, po svome jeziku, ne razlikuje se mnogo od lower chehalisa, dok prema Hodgeu oni govore chinookan jezikom. Naselja su im smještena na obali zaljeva od sadašnjeg grada Northcove do ušća Palux Rivera, kao i na Willapa Riveru do Raymonda. 
Prema jednom Shoalwater Bay informantu ovih sela bilo je deset (oko 1840. godine) s 50 kuća i 1,000 duša. Mnogi od plemena, iz dva njihova sela, ženili su se za Činuke nastanjene na južnoj obali Shoalwater Baya, dok su iz druga 3 ili 4 sela s Willapa Rivera pomiješali s Willapa Atapaskima, s gornjeg toka rijeke. Nešto Shoalwater Baya sada je nastanjeno u Georgetownu, a ostali na rezervatu Chehalis. 
Bavili su se ribolovom (losos i druga riba) i sakupljanjem bobica. Njihov poglavica George Allen Charley (1889-1935) bio je među posljednjim Indijancima sjeverozapadne pacifičke obale s izvršenom deformacijom lubanje.

## Vanjske poveznice
- Shoalwater Bay Tribe
- Shoalwater Bay Tribe